# Luis Butrón Castillo
Luis Butrón Castillo (Puno, 25 de agosto de 1955 - ), es un ingeniero económico, político y empresario peruano. Fue alcalde de la Provincia de Puno durante dos periodos entre 2007 y 2014. 

## Biografía
Nació en el barrio Independencia de la ciudad de Puno, Perú, hijo de Felipe Butrón Paredes - natural de Juliaca - y Mónica Castillo Pari. Realizó sus estudios primarios en la Escuela Adventista de Puno y los secundarios en el Glorioso Colegio Nacional San Carlos. Entre 1973 y 1978 cursó estudios superiores de ingeniería económica en la Universidad Nacional del Altiplano. Entre 1987 y 1988 cursó la maestría en planificación del desarrollo microregional en la Universidad  Nacional San Antonio Abad del Cusco y, en el 2014, la maestría de gerencia y control de gobiernos regionales y locales en la Universidad Andina Néstor Cáceres Velásquez de Juliaca.
Su experiencia profesional se inició en el sector público (Instituto Nacional de Planificación, Corporación de Desarrollo Económico y Social de Puno - CORPUNO, CTAR Puno, EMAPA Tacna, EMSAPUNO, SEDAJULIACA y EPS NOR PUNO de Azángaro). En el sector privado trabajó como consultor en la ONG Coordinadora Rural, PRO ANDES de UNICEF en la Paz Bolivia, RISERCA COOPERAZIONE en Cochabamba, SID PERÚ con sede en el Cusco, financiado por Banco Interamericano de Desarrollo – BID, y en el Proyecto Voces de los Pobres del Ministerio de Economía y Finanzas financiado por el Banco Mundial.
Su primera participación política se dio en las elecciones municipales de 1998 en las que tentó la alcaldía de la provincia de Puno sin éxito al igual que el intento que hizo en las elecciones municipales del 2002. En las elecciones municipales del 2006 fue elegido para ese cargo siendo luego reelegido en las elecciones municipales del 2010, ambos por el Frente Amplio para el Desarrollo del Pueblo del que, además, era presidente. Luego tentaría la presidencia del Gobierno Regional de Puno en las elecciones regionales del 2014 sin éxito. Finalmente, en las elecciones municipales del 2018 volvería a tentar su reelección como alcalde provincial de Puno sin obtener la representación.
Durante su gestión edil inició el Programa “La calle de mi barrio”, La “Canchita de mi barrio”, la inclusión digital de los pobres – PROFEDUCA, la implementación del programa “Maestros Siglo XXI” - Una Laptop por docente cofinanciado, el apoyo productivo al campo con “Munitractor”, la producción de embriones para mejoramiento genético con ganado vacuno. Obras de equipamiento urbano en el centro histórico de Puno, la piscina municipal temperada, el Teatro Municipal, el polideportivo Chanu Chanu, y la construcción de infraestructura educativa en la gestión de los Colegios Emblemáticos. [cita requerida]
Su gestión también estuvo enmarcada en la lucha contra la corrupción, formando los Comités de Vigilancia Ciudadana, el central y en los cuatro conos; Acceso a la Información Pública, Audiencias Públicas de Rendición de Cuentas en forma anual y descentralizada en los cuatro conos de la ciudad. La constitución de más de 60 Comités Barriales de Gestión de Obras con rendición de cuentas mensual ante los vecinos en sus obras barriales.[cita requerida] Logró concluir los estudios de pre inversión para la Planta de Tratamiento de Aguas Residuales de la Ciudad de Puno y la aprobación de su financiamiento por parte del Ministerio de Vivienda, Construcción y Saneamiento. Igualmente la aprobación de la moderna planta de Residuos Sólidos y de Reciclaje en Itapalluni.